# Musketören 10

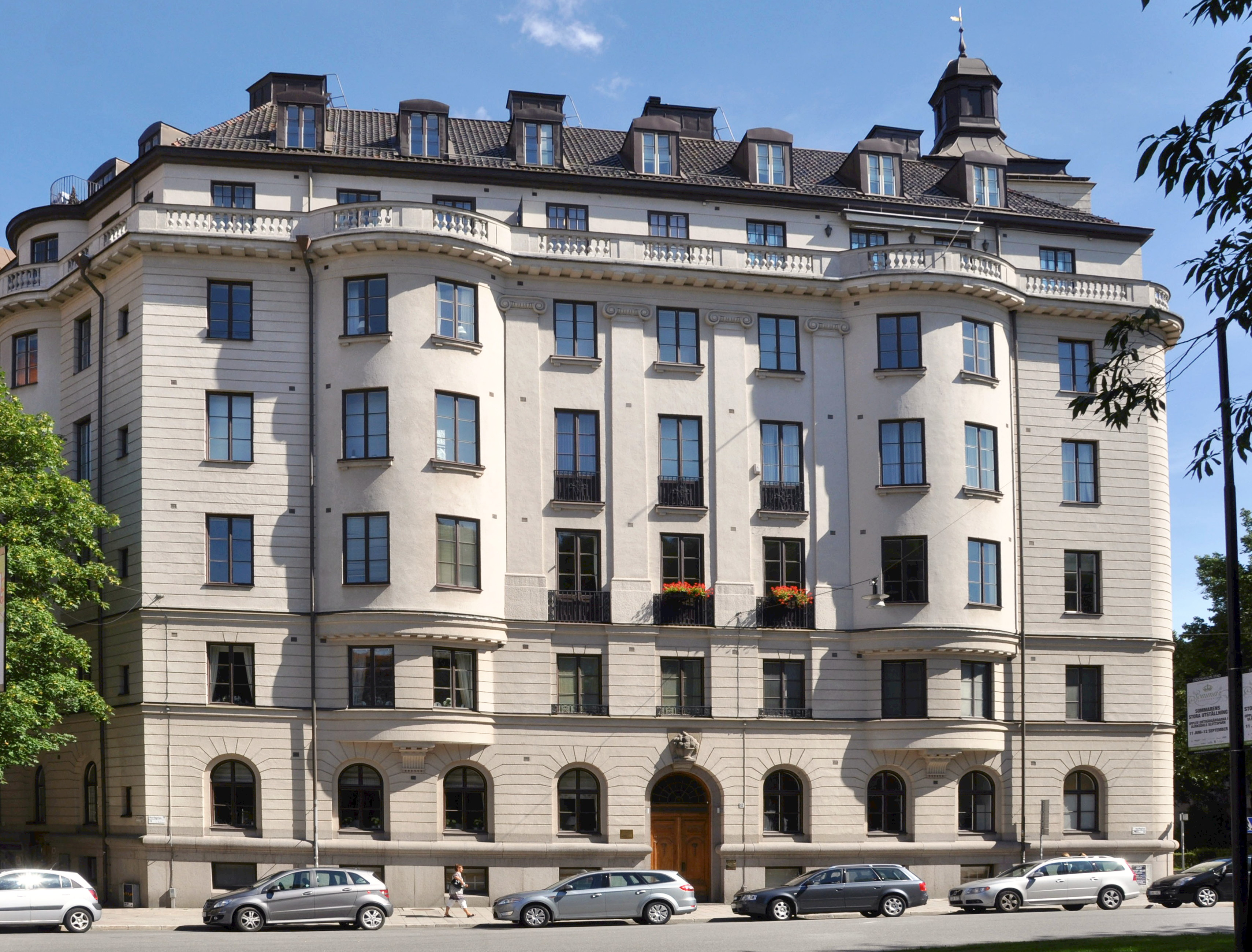
Musketören 10, fasad mot Karlaplan, augusti 2010.

Musketören 10 är en kulturhistoriskt värdefull bostadsfastighet i kvarteret Musketören vid hörnet Karlaplan 12 / Karlavägen 89 / Lützengatan 2 på Östermalm i Stockholm. Byggnaden är grönmärkt av Stadsmuseet i Stockholm vilket innebär att den bedöms vara "särskilt värdefulla från historisk, kulturhistorisk, miljömässig eller konstnärlig synpunkt".

## Historik

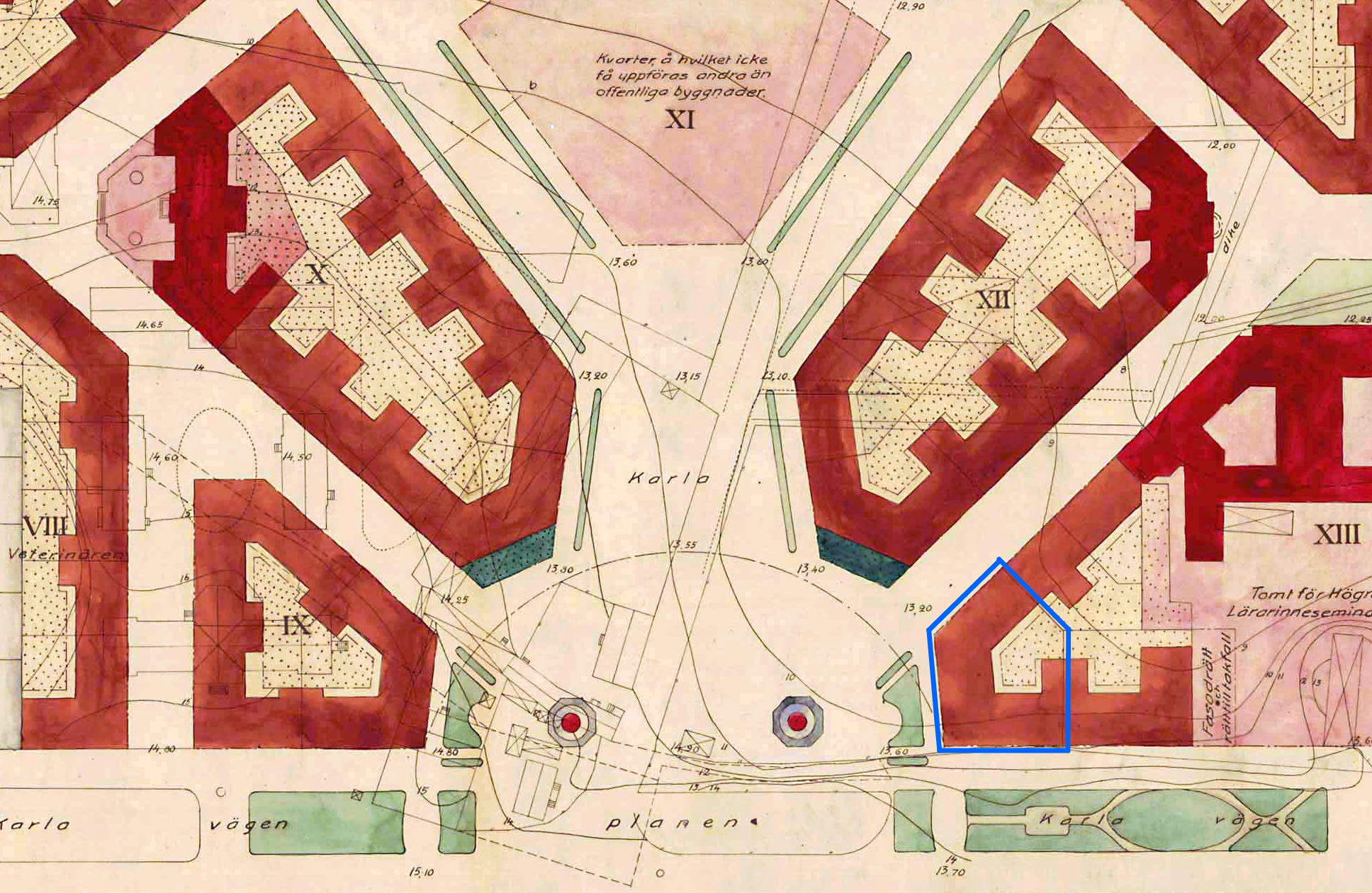
Del av stadsplan för norra Karlaplan 1911, Musketören 10 (inom blå ram).

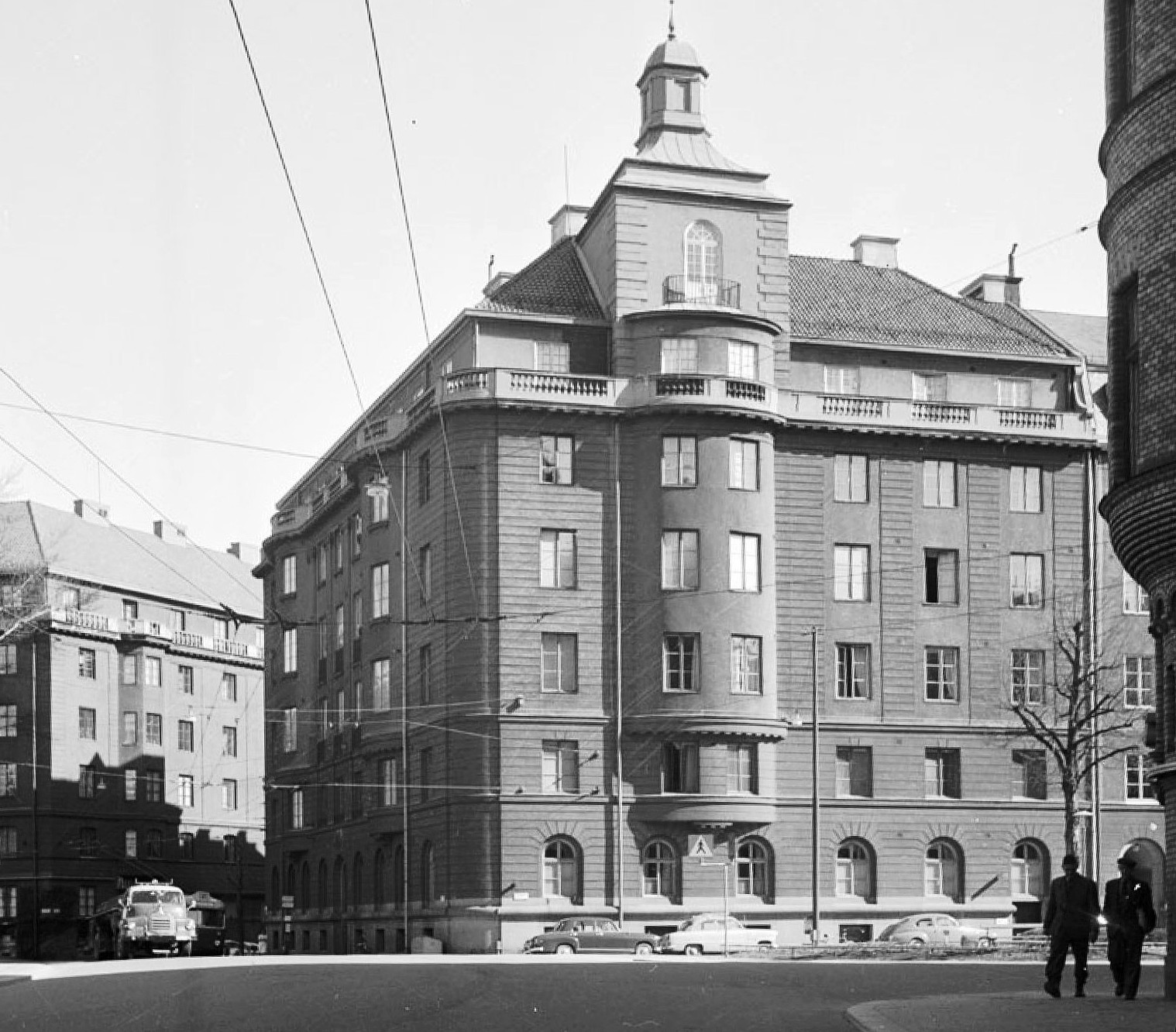
Fasad mot Karlavägen, 1962.

Musketören 10 uppfördes 1916–1919 efter ritningar av arkitektkontoret Hagström & Ekman; för konstruktionerna stod Looström & Gelin och byggherre var Richard Bengtsson. Byggfirman Olsson och Rosenlund byggde huset som skulle tillsammans med Vedbäraren 19, Djursborg 11 och Trumslagaren 11 utgöra en av Karlaplans fyra karaktärsbyggnader. Hur det hela skulle se ut presenterades 1916 på en perspektivskiss av Hagström & Ekman.
Arkitekternas vision var att göra Karlaplanen (som den då hette) till en sorts renässansplats med motiv från äldre Östermalmsbyggnader. Förslaget byggde på en stadsplan för norra delen av Karlaplan upprättad 1911 av stadsplanearkitekten Per-Olof Hallman och stadsingenjören Herman Ygberg. Stadsplanen föreskrev genomgående sexvåningshus med stora lägenheter samt en aldrig realiserad monumental offentlig byggnad där Fältöversten nu står (se Stadsplan för Karlaplans norra del). 
Av dessa fyra karaktärsbyggnader kom bara Musketören 10 att byggas efter Hagström & Ekmans ritningar. Det berodde dels på att en av arkitekterna, Georg Hagström, avled mitt under planeringsprocessen i augusti 1918 och att första världskriget fördröjde igångsättandet av nya stora byggprojekt. De övriga byggnaderna uppfördes först en bit in på 1920-talet av två olika arkitekter, Höög & Morssing och Gustav Adolf Falk vilka gav sina hus ungefär samma volym, takens utformning och fasadernas behandling som Hagström & Ekman hade tänkt sig. Idag framstår de fyra husen som en enhet i gatubilden.

## Byggnad

### Exteriör

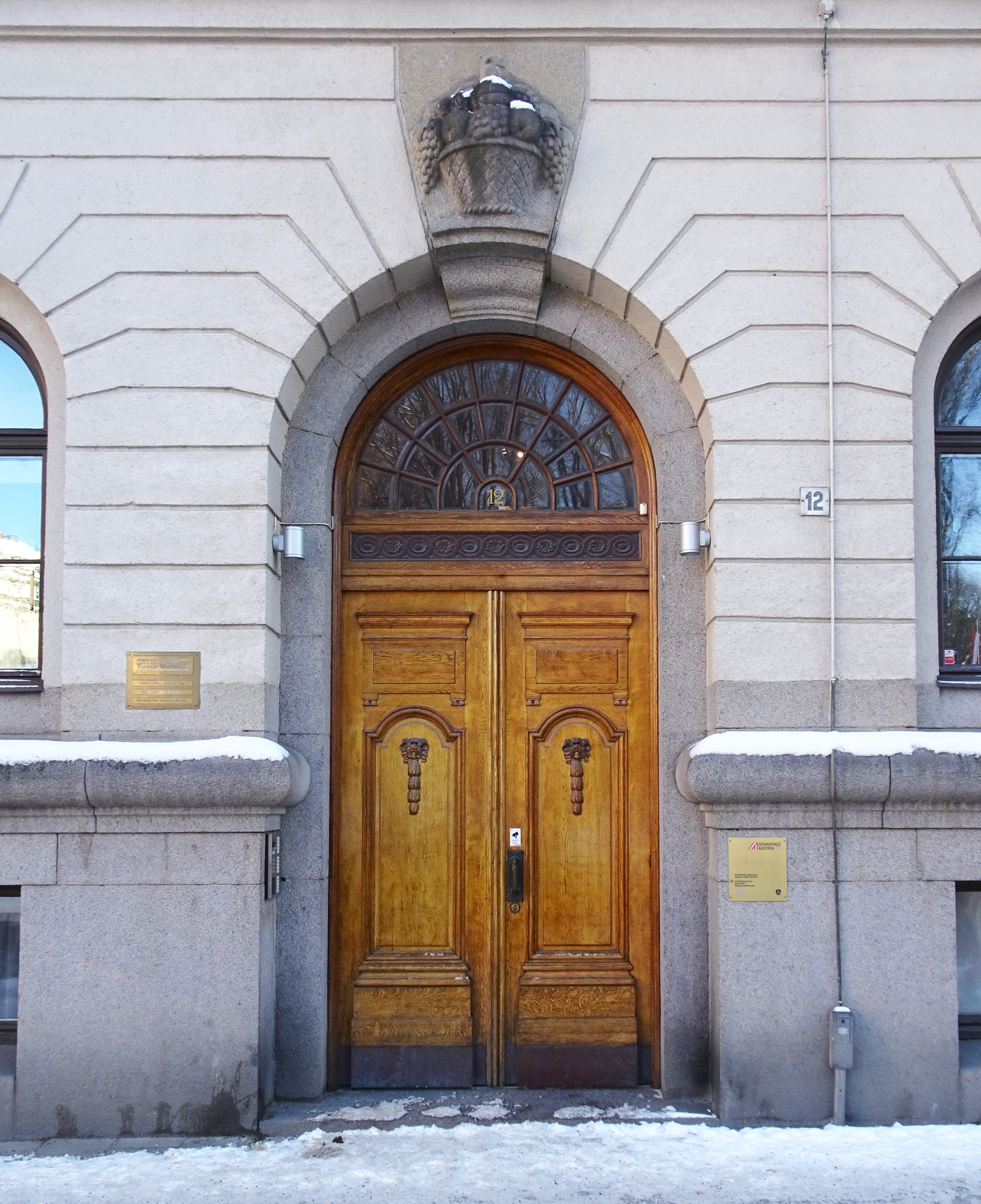
Entréporten, 2021.

Musketören 10 uppfördes i fem våningar med en något indragen takvåning samt en övre och en undre källare. Längs hela takvåningen löper en balustrad ovanför en tandsnittslist. Mot Karlavägen accentuerades fasaden genom ett torn som höjer sig över taket med en våning och kröns av en plåtklädd tornhuv. Tornpartiet bildar en förlängning av burspråket mot Karlavägen. Mot Karlaplan finns två burspråk som börjar på våning 1 trappa och slutar i höjd med balustraden där de avslutas med en rundad balkong. Fasaddelen mellan burspråken smyckas av fyra släta kolossalpilaster med kapitäl i jonisk ordning. Husets sockel utfördes i granit med en kraftig vulst upptill. Fasaden i höjd med bottenvåningen och våning 1 trappa samt hörnpartierna är utformade bandrusticerade.

### Interiör
Huvudentrén är från Karlaplan. Portalen är rundbågig med en skulpterad fruktkorg i sten som slutsten. Porten är av ek och uppvisar snidad dekor. I entréhallen är väggarna klädda med polerad röd kalksten. Golv och trappa i entréhallen är utförda av grå och röd kalksten. Taket är tunnvälvt. En rundbågig mellandörr leder till trapp- och hisshallen och vidare till trapphuset, där trappstegen är av kalksten liksom golven i trapphallen.
Husets bostäder skulle locka den välbeställda borgarklassen att hyra och är därför koncipierade mycket stora med bara två lägenheter per plan. Den större hade nio rum och kök inklusive två jungfrurum, den mindre hade sex rum och kök inklusive ett jungfrurum. Därtill kom en rymlig hall med öppen spis och kapprum. De båda köken nåddes via var sin kökstrappa med hiss och till köket hörde, som brukligt, ett serveringsrum. I anslutning till entréhallen fanns en liten portvaktslägenhet. 
Till en början fanns 12 lägenheter i huset som beboddes övervägande av grosshandlare och direktörer vilket framgår av Stockholms adresskalender för år 1920. Idag innehåller huset 17 lägenheter med storlekar mellan 44 m² och 337 m² som ägs av bostadsrättsföreningen Musketören 10, bildad år 1983. I juni 2020 såldes en lägenhet om 184 m² för 39,5 miljoner kronor.

## Ritningar

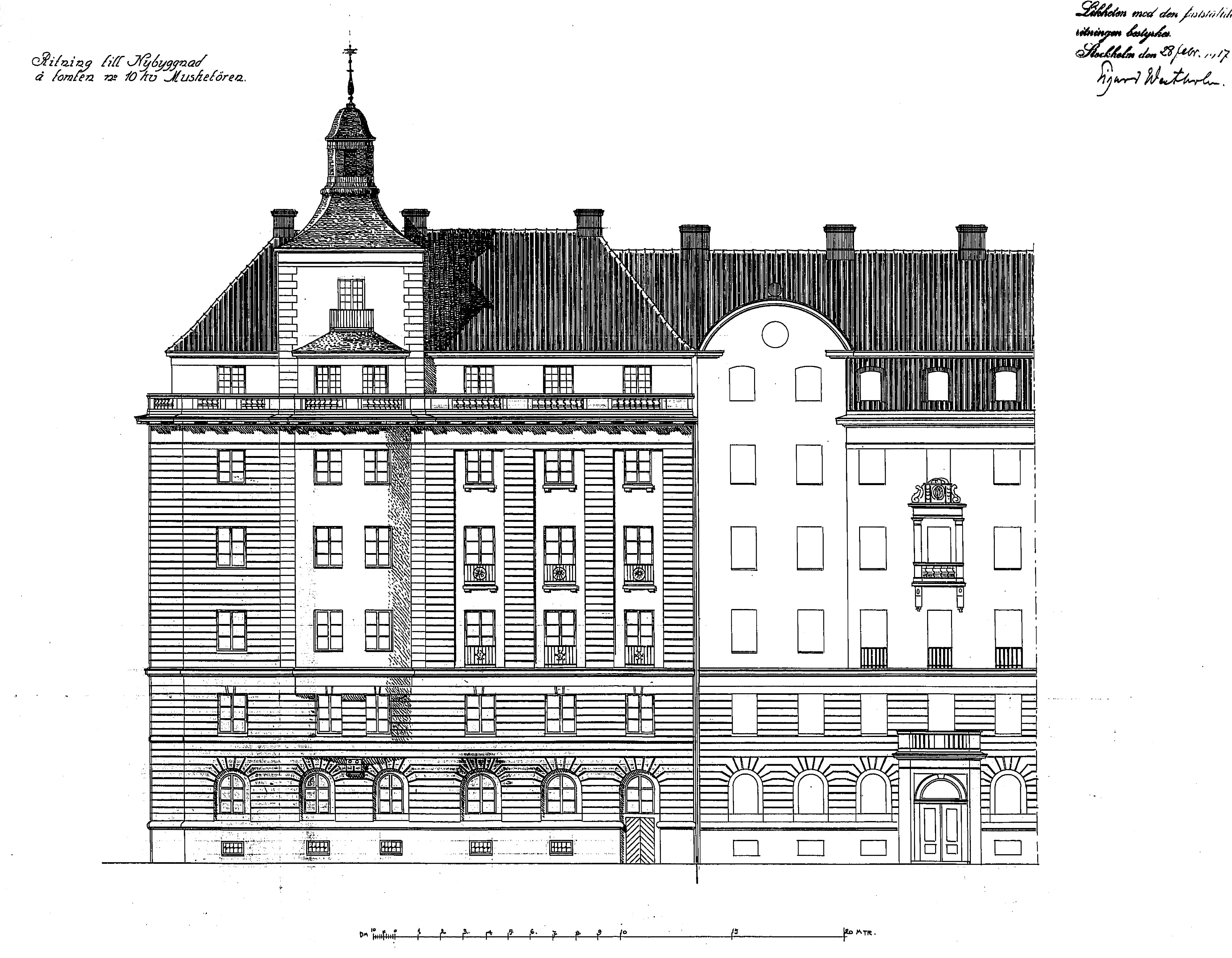
Fasad mot Karlavägen.
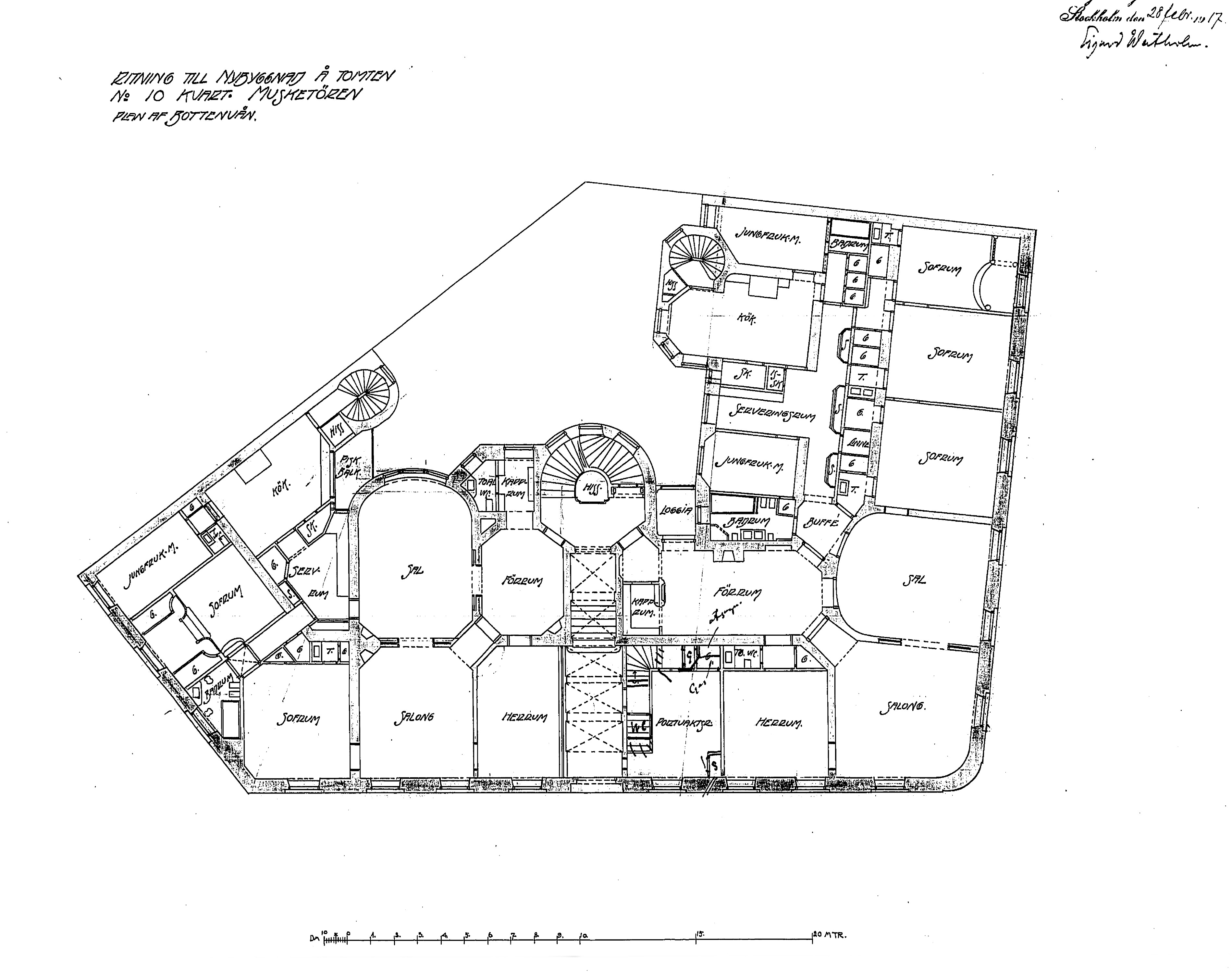
Bottenvåning.
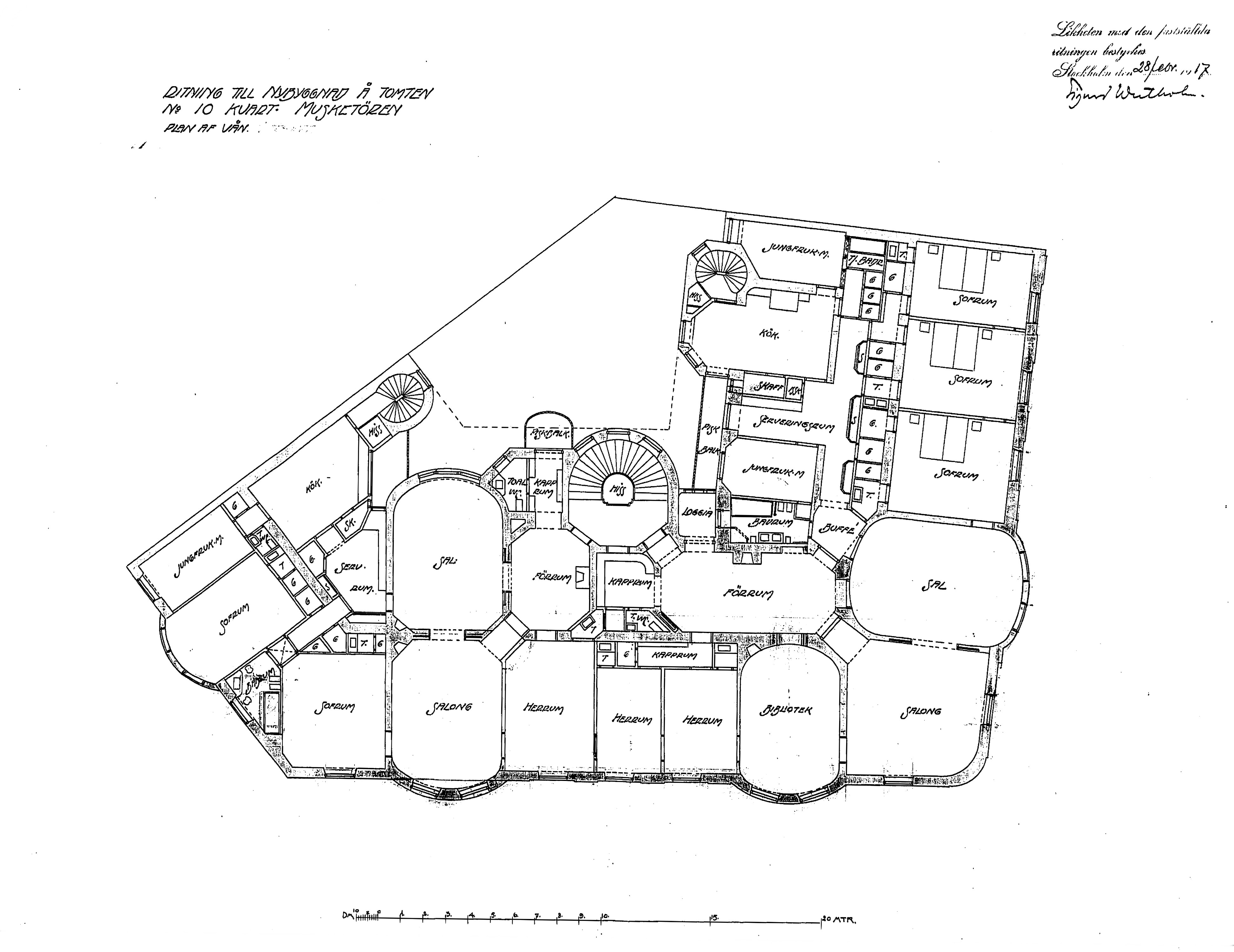
Våningar 1-4 trappor.
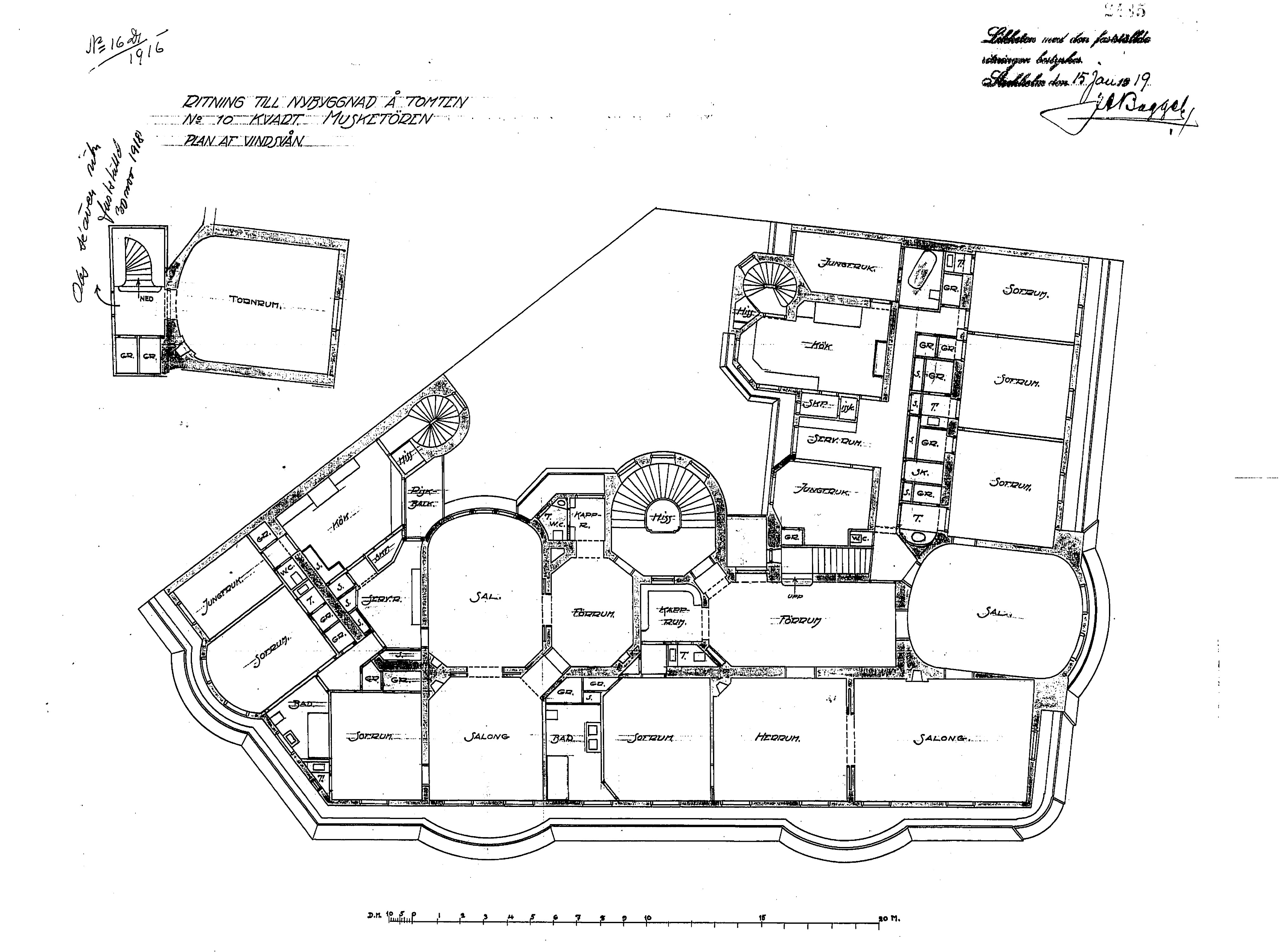
Vindsvåning.
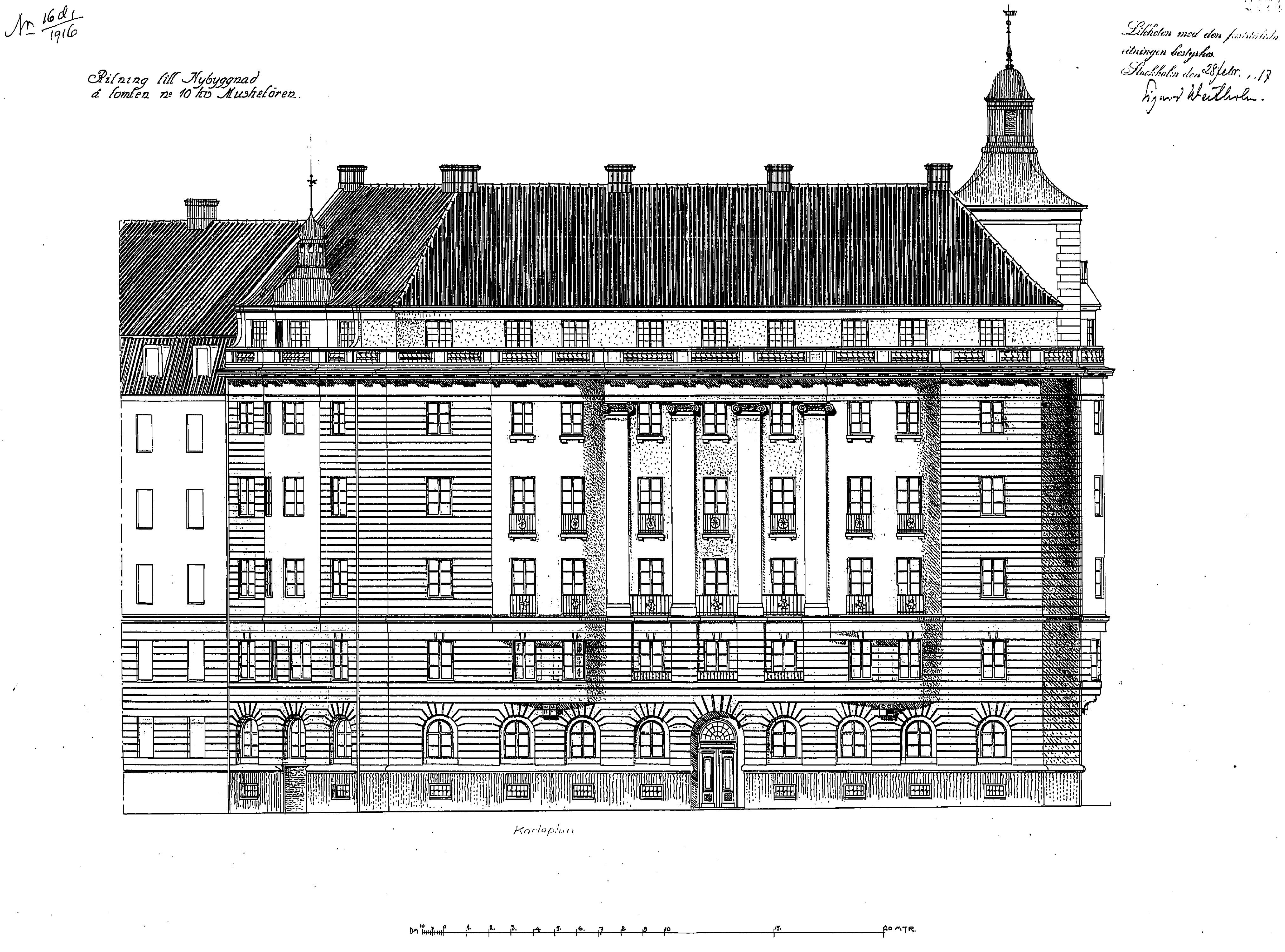
Fasad mot Karlaplan.